# Jérôme Haehnel
 (août 2020).
Si vous disposez d'ouvrages ou d'articles de référence ou si vous connaissez des sites web de qualité traitant du thème abordé ici, merci de compléter l'article en donnant les références utiles à sa vérifiabilité et en les liant à la section « Notes et références ».
Jérôme Haehnel est un joueur de tennis français, professionnel de 1998 à 2014, né le 14 juillet 1980 à Mulhouse.
Il a remporté un tournoi ATP (Open de Moselle 2004) et a pour principal fait d'armes d'avoir battu Andre Agassi, alors 6e mondial, à Roland-Garros la même année.

## Biographie
Né à Mulhouse, Jérôme Haehnel quitte très vite son premier club de Dornach pour rejoindre celui de l'Illberg. À 16 ans, et pendant deux ans, il intègre l'INSEP où il fait son apprentissage du haut niveau avec Luigi Borfiga, Thierry Tulasne et Georges Goven. Vainqueur de la Coupe Davis Junior en 1996 (avec Julien Jeanpierre et Olivier Patience) et champion de France individuels juniors en 1998. Il remporte le double Junior de l'Open d'Australie avec Julien Jeanpierre en 1998. Il atteint la finale du premier tournoi Future auquel il participe avant d'en remporter un en juillet 1998. Dans la foulée, il rejoint le Centre National d'Entraînement où il est notamment suivi par Jérôme Potier jusqu'en décembre 2003.
Il crée la sensation à Roland-Garros en 2004 en battant le 6e mondial l'américain Andre Agassi en 3 sets alors qu'il est classé 271e. La même année lors de sa troisième participation dans un tournoi ATP, classé 185e mondial, il remporte l'Open de Moselle à Metz face à Richard Gasquet (alors 154e) en finale.
Le 21 février 2005 il atteint après une demi-finale au Challenger de Besançon sa meilleure place au classement ATP, 78e. En octobre, après quelques mois difficile, il remporte le challenger de Southampton, puis en 2006 celui de Genève, sur terre battue, en battant l'Australien Chris Guccione.
En janvier 2007, il représente la France à la Coupe Hopman aux côtés de Tatiana Golovin, il y bat Mardy Fish et Mark Philippoussis. Le mois suivant il atteint sa dernière finale de Challenger, à Cherbourg. En mai, il s'extirpe des qualifications à Roland-Garros, mais perd au premier tour contre Fernando Verdasco.
Blessé, il ne joue plus en tournoi de février 2008 à février 2009. Son retour est très lent. Fin octobre, alors qu'il est 675e mondial, il atteint pour la première fois depuis Bâle 2007 le tableau final d'un tournoi ATP à Lyon. Il perd au premier tour contre Marc Gicquel et n'a plus joué en tournoi ATP depuis, bien qu'il n'ait jamais annoncé sa retraite et continue à jouer au niveau national pour le Tennis club de Paris. Au classement 2012 de la FFT (publié en octobre 2011) il est 53e joueur français. En 2014 il échoue au premier tour des qualifications du tournoi Challenger de Cherbourg.
En junior il bat Roger Federer à Caracas en 1997 et Milan en 1998 ; le Suisse prend une double revanche, au tournoi junior de Wimbledon et de l'US Open en 1998.
Sa carrière est perturbée par son aviophobie.

## Divers et après carrière
Julien Benneteau est son témoin de mariage en 2005. Il est père de deux garçons.
Il est partenaire technique tennis de la marque Artengo.
Il est régulièrement le sparring-partner de l’équipe de France de Fed Cup depuis 2012.
Il est entraîneur au sein de la « All In Academy » .

## Palmarès

### Titre en simple messieurs
| No | Date       | Nom et lieu du tournoi | Catégorie   | Dotation  | Surface    | Finaliste       | Score     |          |
| -- | ---------- | ---------------------- | ----------- | --------- | ---------- | --------------- | --------- | -------- |
| 1  | 11-10-2004 | Open de Moselle, Metz  | Int' Series | 355 000 $ | Dur (int.) | Richard Gasquet | 7-69, 6-4 | Parcours |

## Résultats en Grand Chelem

### En simple
| Année | Open d'Australie | Open d'Australie | Internationaux de France | Internationaux de France | Wimbledon       | Wimbledon      | US Open | US Open |
| ----- | ---------------- | ---------------- | ------------------------ | ------------------------ | --------------- | -------------- | ------- | ------- |
| 1999  | —                | —                | Q1                       | Thierry Guardiola        | —               | —              | —       | —       |
|       |                  |                  |                          |                          |                 |                |         |         |
| 2001  | —                | —                | Q2                       | Albert Montañés          | —               | —              | —       | —       |
| 2002  | Q1               | Fredrik Jonsson  | Q1                       | Jack Brasington          | —               | —              | —       | —       |
| 2003  | —                | —                | Q2                       | Mario Delfino            | —               | —              | —       | —       |
| 2004  | —                | —                | 2e tour (1/32)           | Michaël Llodra           | —               | —              | —       | —       |
| 2005  | 1er tour (1/64)  | Mikhail Youzhny  | 1er tour (1/64)          | Luis Horna               | 1er tour (1/64) | Alexander Popp | —       | —       |
| 2006  | —                | —                | Q1                       | Iván Navarro             | —               | —              | —       | —       |
| 2007  | —                | —                | 1er tour (1/64)          | Fernando Verdasco        | —               | —              | —       | —       |

N.B. : à droite du résultat se trouve le nom de l'ultime adversaire.

### En double
| Année | Open d'Australie | Open d'Australie | Roland-Garros                | Roland-Garros                     | Wimbledon | Wimbledon | US Open | US Open |
| ----- | ---------------- | ---------------- | ---------------------------- | --------------------------------- | --------- | --------- | ------- | ------- |
| 2004  | -                | -                | 1er tour Florent Serra       | Mariano Hood Sebastián Prieto     | -         | -         | -       | -       |
| 2005  | -                | -                | 1er tour Florent Serra       | Igor Andreev Nikolay Davydenko    | -         | -         | -       | -       |
| 2006  | -                | -                | 3e tour Alexandre Sidorenko  | Alberto Martín Potito Starace     | -         | -         | -       | -       |
| 2007  | -                | -                | 1er tour Alexandre Sidorenko | Marcel Granollers Feliciano López | -         | -         | -       | -       |

## Victoire contre des joueurs du Top 100
Au 17 novembre 2011, hors victoires par forfait ou abandon de l'adversaire.
| ATP | Date         | Nom et lieu du tournoi                        | Tour             | Surface          | Adversaire battu      | Classement | Score         |
| --- | ------------ | --------------------------------------------- | ---------------- | ---------------- | --------------------- | ---------- | ------------- |
| 271 | mai 2004     | Roland-Garros, Paris                          | 1er tour (1/128) | Terre battue     | Andre Agassi          | no 6       | 6-4, 7-6, 6-3 |
| 109 | octobre 2004 | Tournoi de tennis de Bâle (Suisse)            | 1er tour (1/32)  | Moquette, indoor | Fernando González     | no 19      | 6-3, 6-4      |
| 185 | octobre 2004 | Tournoi de tennis de Moselle, Metz            | 1ertour (1/32)   | Dur, indoor      | José Acasuso          | no 67      | 6-3, 7-6      |
| 226 | juin 2004    | Challenger de Lugano (Suisse)                 | Demi-finale      | Terre battue     | Rubén Ramírez Hidalgo | no 86      | 6-2, 6-4      |
| 190 | avril 2007   | Masters de Monte-Carlo, Roquebrune-Cap-Martin | Qualifications 1 | Terre battue     | Oscar Hernández       | no 89      | 6-4, 7-6      |

## Classement ATP
- 2003 : no 331
- 2004 : no 107
- 2005 : no 136
- 2006 : no 213
- 2007 : no 240
- 2008 : no 730